# Spalona (powiat legnicki)
Spalona (niem. Heinersdorf) – wieś w Polsce położona w województwie dolnośląskim, w powiecie legnickim, w gminie Kunice.
Przez miejscowość przebiega droga krajowa DK94.

## Podział administracyjny
W latach 1975–1998 miejscowość należała administracyjnie do województwa legnickiego.

## Zabytki
Do wojewódzkiego rejestru zabytków wpisany jest:
- kościół filialny pw. Chrystusa Króla, murowano-drewniany, z XV/XVI w., przebudowany w 1725 r.